# صرخة ختامية
صرخة ختامية هي رواية خيالية للكاتب الأمريكي جيف فاندرمير. نُشرت في عام ٢٠٠٦، وتقع أحداثها في مدينة امبرجريس الخيالية، وهو مكان متكرر في أعمال فاندرمير. كُتبت الرواية على مدى ثماني سنوات، ويرجع سبب ذلك جزئيًا إلى ما قاله المؤلف، «[بعض المشاهد] شخصية جدًا».

## مقدمة الحُبكة
امبرجريس الذي سميت على اسم «الجزء الأكثر سرية وقيمة من الحوت»، وهي بيئة حضرية خيالية، حديثة بشكل واضح ويبدو أنها ما قبل الصناعة (على الرغم من وجود البنادق والقنابل والسيارات). تتميز امبرجريس بمحلات الخضراوات والفواكه ومكاتب البريد والمقاهي والبائعين (تحمل "مكتبة بورخيس" كملاحظة). تم بناء المدينة فوق الأرض (والاحتجاجات الهادئة) التي يمتلكها «الجرايكابس» المهرة بالفطرة، وهي أشباه بشرية ذات تصرفات غامضة. يتمتع سكان امبرجريس بسحر الحبّار ، ويحتفلون بمهرجان فوضوي سنوي لحبار المياه العذبة.

## الشخصيات
صرخة ختامية تتعامل بشكل أساسي مع شقيقين أسمائهم: جانيس ودنكان شريك. تروي جانيس، وهي شخصية سابقة في المجتمع وناقدة فنية، بلهجة كبيرة ومظلمة في بعض الأحيان. دنكان، مؤرخ جدير بالملاحظة، يسلي هواجس التوأم: المؤرخة المنافسة ماري سابون وجرايكابس الغامضة. شخصية شريكس بارزة إلى حد ما في مجموعة فاندرمير لروايات امبرجريس والقصص القصيرة «مدينة القديسين ومادمي»: يروي دنكان رواية «تاريخ العنبر المبكر»، بينما يظهر النقد الفني لجانيس في الرواية الحائزة على جائزة "عالم الخيال" والرواية الفائزة هي «تحول مارتين ليك»